# Liste der Monuments historiques in Arrelles
Die Liste der Monuments historiques in Arrelles führt die Monuments historiques in der französischen Gemeinde Arrelles auf.

## Liste der Objekte
| Bezeichnung                                                   | Beschreibung                                                                 | Standort                                | Kennzeichnung | Schutzstatus | Datum | Bild |
| ------------------------------------------------------------- | ---------------------------------------------------------------------------- | --------------------------------------- | ------------- | ------------ | ----- | ---- |
| Sessel                                                        | Holz, bemalt, Ende des 18. Jahrhunderts                                      | in der Kirche St-Pierre-ès-Liens (Lage) | PM10000040    | Classé       | 1977  |      |
| Skulptur Petrus                                               | Kalkstein, farbig gefasst, zweite Hälfte des 16. Jahrhunderts                | in der Kirche St-Pierre-ès-Liens (Lage) | PM10003729    | Inscrit      | 1976  |      |
| Skulpturengruppe Der heilige Ivo Hélory zwischen zwei Klägern | Kalkstein, übertüncht, 16. Jahrhundert                                       | in der Kirche St-Pierre-ès-Liens (Lage) | PM10000038    | Classé       | 1913  |      |
| Skulptur Heilige Margaretha                                   | Kalkstein, Mitte des 16. Jahrhunderts, möglicherweise vom Meister von Mailly | in der Kirche St-Pierre-ès-Liens (Lage) | PM10003438    | Classé       | 1995  |      |
| Prozessionsstab der Marienbruderschaft                        | Holz, vergoldet, zweite Hälfte des 19. Jahrhunderts                          | in der Kirche St-Pierre-ès-Liens (Lage) | PM10003728    | Inscrit      | 1976  |      |
| Skulptur eines heiligen Bischofs                              | Kalkstein, Ende des 15. Jahrhunderts                                         | in der Kirche St-Pierre-ès-Liens (Lage) | PM10003727    | Inscrit      | 1984  |      |
| Skulptur Heiliger Robert von Molesme                          | Kalkstein, zweite Hälfte des 16. Jahrhunderts                                | in der Kirche St-Pierre-ès-Liens (Lage) | PM10000039    | Classé       | 1913  |      |
| Skulptur Heiliger Sebastian                                   | Kalkstein, 16. Jahrhundert                                                   | in der Kirche St-Pierre-ès-Liens (Lage) | PM10003730    | Inscrit      | 1976  |      |